# ELEVEN PIECE
『ELEVEN PIECE』（イレブンピース）は、日本のミクスチャーロックバンド・ORANGE RANGEの通算11枚目のオリジナルアルバム。

## 概要
- 前作『TEN』からおよそ3年ぶりとなる、11枚目のオリジナルアルバム。
- 配信限定での先行シングル『Hopping』『Ryukyu Wind』、2020年に『バヤリース オレンジ』沖縄限定CMソングとして既に発表されていた『センチメンタル』[2] を含む、全11曲収録。
- 初回限定盤には『ビクターロック祭り2018』出演時のパフォーマンス映像を収めたDVD、ファンクラブツアーで披露された架空のラジオ番組企画「今夜もSTAY UCHINANTUNE」を再現した録り下ろしコメンタリーが聴けるプレイパスコードが付属する。また予約購入者には特典として『レンジの黄色いラババン』と銘打ったラバーバンドが先着でプレゼントされた。
- このアルバムの発売に伴い、2018年9月28日から2019年2月8日まで、全国ツアー「ORANGE RANGE LIVE TOUR 018-019 〜ELEVEN PIECE〜」を開催。

## 収録曲

### CD
| 全作詞・作曲・編曲: ORANGE RANGE。 |                                      |              |              |
| #                                  | タイトル                             | 作詞         | 作曲・編曲   |
| 1.                                 | 「Ryukyu Wind -ELEVEN PIECE ver.-」  | ORANGE RANGE | ORANGE RANGE |
| 2.                                 | 「センチメンタル」                   | ORANGE RANGE | ORANGE RANGE |
| 3.                                 | 「Destroy Rock and Roll」            | ORANGE RANGE | ORANGE RANGE |
| 4.                                 | 「Hopping」                          | ORANGE RANGE | ORANGE RANGE |
| 5.                                 | 「楽園Paradise」                     | ORANGE RANGE | ORANGE RANGE |
| 6.                                 | 「Happy Life」                       | ORANGE RANGE | ORANGE RANGE |
| 7.                                 | 「大きな夢の木」                     | ORANGE RANGE | ORANGE RANGE |
| 8.                                 | 「ワジワジ feat.ペチュニアロックス」 | ORANGE RANGE | ORANGE RANGE |
| 9.                                 | 「Theme of KOZA」                    | ORANGE RANGE | ORANGE RANGE |
| 10.                                | 「KONNICHIWA東京」                   | ORANGE RANGE | ORANGE RANGE |
| 11.                                | 「Girl/Boy Song feat.ソイソース」    | ORANGE RANGE | ORANGE RANGE |

### 初回限定盤DVD
初回限定盤DVD『LIVE in VICTOR ROCK FESTIVAL 2018』
2018年3月17日に幕張メッセ 国際展示場9・10・11で開催された『ビクターロック祭り2018』からのライブ映像。
| #  | タイトル                          | 作詞 | 作曲・編曲 |
| -- | --------------------------------- | ---- | ---------- |
| 1. | 「チラチラリズム」                |      |            |
| 2. | 「上海ハニー」                    |      |            |
| 3. | 「SUSHI食べたい feat.ソイソース」 |      |            |
| 4. | 「*〜アスタリスク〜」             |      |            |
| 5. | 「アオイトリ」                    |      |            |
| 6. | 「イケナイ太陽」                  |      |            |
| 7. | 「キリキリマイ」                  |      |            |

### 楽曲解説
1. Ryukyu Wind -ELEVEN PIECE ver.-
配信限定シングルのアルバムバージョン。FC琉球公式応援ソング。
2. センチメンタル
アサヒオリオン飲料『バヤリース オレンジ』TV-CMソング（沖縄県のみ）。
3. Destroy Rock and Roll
4. Hopping
配信限定シングル。WOWOW NBAバスケットボール17-18イメージソング。
5. 楽園Paradise
6. Happy Life
7. 大きな夢の木
8. ワジワジ feat.ペチュニアロックス
9. Theme of KOZA
10. KONNICHIWA東京
11. Girl/Boy Song feat.ソイソース

## 参加ミュージシャン
- YAMATO：VOX
- HIROKI：VOX
- RYO：VOX
- NAOTO：GUITAR、BASS、PROGRAMMING、OTHER INSTRUMENTS
- YOH：BASS、ACOUSTIC GUITAR、PROGRAMMING
- 桜井正宏 -ドラムス（M02、04、06、08、10）
- リュウキュウノツカイ -コーラス（M05、11）
- 真部裕、押鐘貴之、浮村恵梨子、林周雅 -バイオリン（M06）
- 渡部安見子 -ヴィオラ（M06）
- 村中俊之 -チェロ（M06）
- 佐野康夫 -ドラムス（M07）